# Podkrajnik
Podkrajnik (nemško Krainegg) je naselje v Občini Podklošter v Okraju Beljak-dežela na Koroškem v Avstriji.